# Maurice White
Maurice White  (Memphis, Tennessee, 19. prosinca 1941. – Los Angeles, 4. veljače 2016.) bio je američki pjevač, tekstopisac, glazbenik i producent. Stariji je brat Verdinea Whitea i Freda Whitea i frontmen grupe Earth, Wind & Fire. Maurice je osvojio sedam Grammyja, a za njega je bio nominiran 21 put.
Potaknuo je Rock And Roll Hall Of Fame i Vocal Group Hall of Fame kao član grupe Earth, Wind & Fire. Poznatiji kao Reese, White je radio s nekoliko poznatih glazbenih umjetnika kao što su The Emotions, Barbra Streisand i Neil Diamond.
U 74. godini u Los Angelesu, umro je Maurice White.

## Životopis
Maurice White je rođen u Memphisu, Tennessee, 1941. Odrastao je u južnom Memphisu gdje je živio s obitelji i bio prijatelj s Booker T Jonesom, koji je stanovao u susjedstvu.
U svojim tinejdžerskim godinama preselio se u Chicago i postao je bubnjar za Chess Records. Svirao je na pločama umjetnika kao što su Etta James, Fontella Bass, Billy Stewart, Ramsey Lewis, Sonny Stitt, Muddy Waters, The Impressions, The Dells, Betty Everett, Sugar Pie DeSanto i Buddy Guy. Godine 1962. s ostalim studijskim glazbenicima u Chessu, bio je član Jazzmena, koji su kasnije postali Pharaohs.
Godine 1966. postao je bubnjar u skupini Ramsey Lewis Trio i kao njezin član, svirao je na devet albuma koji je uključivao i album Wade in the Water, s kojeg je pjesma Hold It Right There dobila Grammyja za najbolju blues izvedbu.
Godine 1969. , Maurice je napustio Trio i pridružio se dvojici prijatelja, Wadeu Flemonsu i Donu Whiteheadu u izradbi glazbenih tekstova za reklame na području Chicaga. Kasnije je postao predvodnik grupe Earth, Wind & Fire.
U 74. godini u Los Angelesu je umro. Maurice je ranih devedesetih godina prošlog stoljeća dobio Parkinsonovu bolest, zbog koje od 1994. nije išao na turneje sastava. Već je ranije objavljeno da će grupa Earth, Wind&Fire na dodjeli Grammyja, 15. veljače 2016. godine, dobiti nagradu za životno djelo.

## Vanjske poveznice
- Službena stranica